# Urbanya
Urbanya település Franciaországban, Pyrénées-Orientales megyében. Lakosainak száma 45 fő (2022. január 1.). Urbanya Mosset, Conat és Nohèdes községekkel határos.

## Népesség
A település népessége az elmúlt években az alábbi módon változott:
| Lakosok száma | 21   | 46   | 52   | 55   | 52   | 50   | 47   | 47   | 45   |
|               | 2013 | 2015 | 2016 | 2017 | 2018 | 2019 | 2020 | 2021 | 2022 |